# Барсуки (Можайский городской округ)
Барсуки — деревня в Можайском районе Московской области в составе Порецкого сельского поселения. Численность постоянного населения по Всероссийской переписи 2010 года — 19 человек. До 2006 года Барсуки входили в состав Порецкого сельского округа.
Деревня расположена на северо-западе района, примерно в 37 км от Можайска, на левом берегу Москва-реки, высота центра над уровнем моря 201 м. Ближайшие населённые пункты — примыкающее на юге Бурмакино и Желомеено на противоположном берегу реки. У восточной окраины деревни проходит региональная автодорога 46Н-05488 Тетерино — Поречье.